# Сантуш, Франсишку душ
Франсишку душ Сантуш (порт. Francisco dos Santos; 22 октября 1878, Риу-де-Мору, Лиссабон — 27 июня 1930, Риу-де-Мору, Лиссабон) — португальский футболист, полузащитник и арбитр. Помимо футбола, работал скульптором и художником. Является первым португальским футболистом, выступавший за рубежом.

## Биография

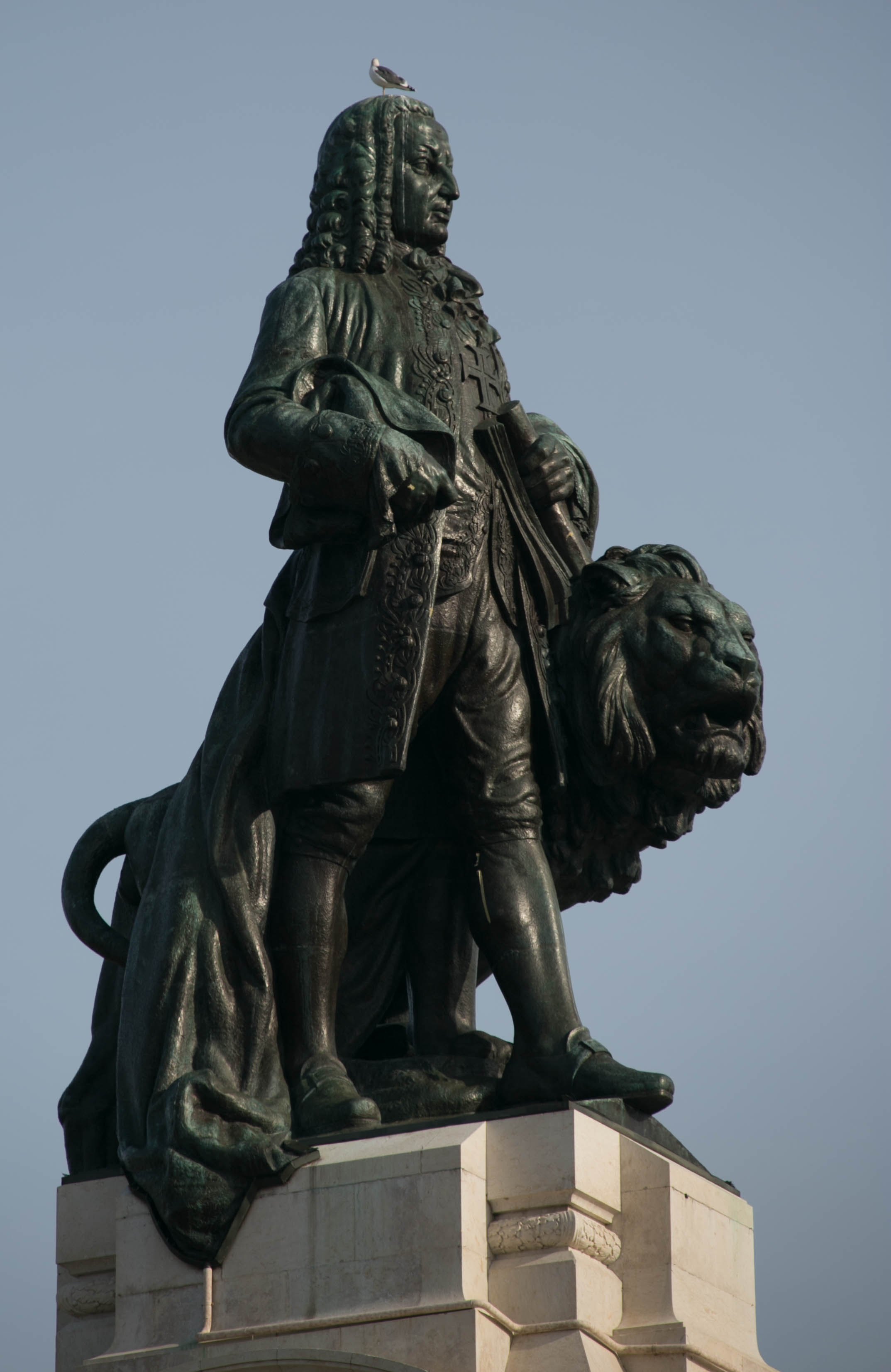
Памятник Маркиза Помбал. Самая известная работа Франсишку

Франсишку душ Сантуш родился в семье бедного сапожника в деревне Паюиш в районе Риу-де-Мору. В возрасте 2 лет он потерял отца и рос в бедности. По инициативе местного священника он смог в 1887 году поступить в институт Каза Пиа, демонстрируя навыки рисования и скульптуры. В 1893 году он поступил в школу Изящных искусств, где его наставником стал Жозе Симоиш ди Алмейда. Спустя 5 лет обучения, душ Сантуш с отличием закончил заведение. В то же время он начал играть в футбол, сначала в команде Каза Пиа, а затем в клубе «Бенфика».
В 1903 году Франсишку уехал в Париж учиться во французской школе Изящных искусств. Там он получал очень маленькую пенсию и жил впроголодь. Чтобы выжить он работал в ателье Шарля Рауля Верле. Там же он познакомился и женился на местной девушке, Надин Дюбоз. В 1906 году он получил гранд от Висконди ди Валмур, который позволил ему продолжить обучение в Риме. Там он также жил бедно, будучи вынужден кормить ещё и своего ребёнка. Он даже подрабатывал, давая уроки французского языка. В Риме душ Сантуш играл в футбол, в клубе «Лацио», он был капитаном команды. Это позволило ему выйти из нищеты.
В 1909 году Франсишку вернулся в Лиссабон. Так он играл за клуб «Спортинг». Работал футбольным арбитром и стал одним из основателей Португальской футбольной федерации.